# Per Aabel
Per Pavels Aabel, född den 25 april 1902 i Kristiania, död den 22 december 1999 i Oslo, var en norsk skådespelare. 

## Biografi
Per Aabel var son till Holberg-uttolkaren Hauk Aabel. Som utbildad dansör och konstnär ritade han bland annat dekor och kostymer innan han övergick till att spela själv. Per Aabel var engagerad vid Nationaltheatret i Oslo 1940–1973, och innan dess vid Karl Johan-teatret i samma stad mellan 1930 och 1935. Han är känd för sitt eleganta komedispel i både moderna och klassiska pjäser, till exempel Tartuffe. Aabel debuterade som skådespelare 1930 i komedin Det svaga könet. Han gjorde flera uppskattade gästspel i Sverige, främst som rollen Valentin i den franska komedin Äventyret på Göteborgs stadsteater 1957, Riksteatern 1959 och Vasateatern 1960 samt i TV-serien Skeppsredaren från 1979 där han gjorde titelrollen. Han är även berömd för sina tolkningar av H.C. Andersens sagor. Per Aabel tilldelades medaljen Litteris et Artibus 1969.

## Filmografi

### Skådespelare
- 1939 – Ombyte förnöjer
- 1941 – Den kärleken, den kärleken!
- 1942 – Herre med mustasch
- 1942 – Den farlige leken
- 1944 – Han föll med ära
- 1946 – Et spøkelse forelsker seg
- 1953 – Brudebuketten
- 1954 – Portrettet
- 1960 – Tre önskningar
- 1962 – De skrupellösa
- 1976 – Kjære Maren
- 1978 – Picassos äventyr

### Regi
- 1933 – Jeppe på bjerget
- 1954 – Portrettet

## Teater

### Roller
| År   | Roll                 | Produktion                                                                  | Regi            | Teater                   |
| ---- | -------------------- | --------------------------------------------------------------------------- | --------------- | ------------------------ |
| 1949 | Henrich              | Maskerad (Mascarade) Ludvig Holberg                                         | Gunnar Skoglund | Vasateatern              |
| 1960 | Valentin de Barroyer | Äventyret (La belle aventure) Gaston Arman de Caillavet och Robert de Flers | Per Gerhard     | Vasateatern              |
| 1967 | Professor Tygesen    | Geografi och kärlek (Geografi og kjærlighet) Bjørnstjerne Bjørnson          | Per Sjöstrand   | Helsingborgs stadsteater |